# Iso Isetta

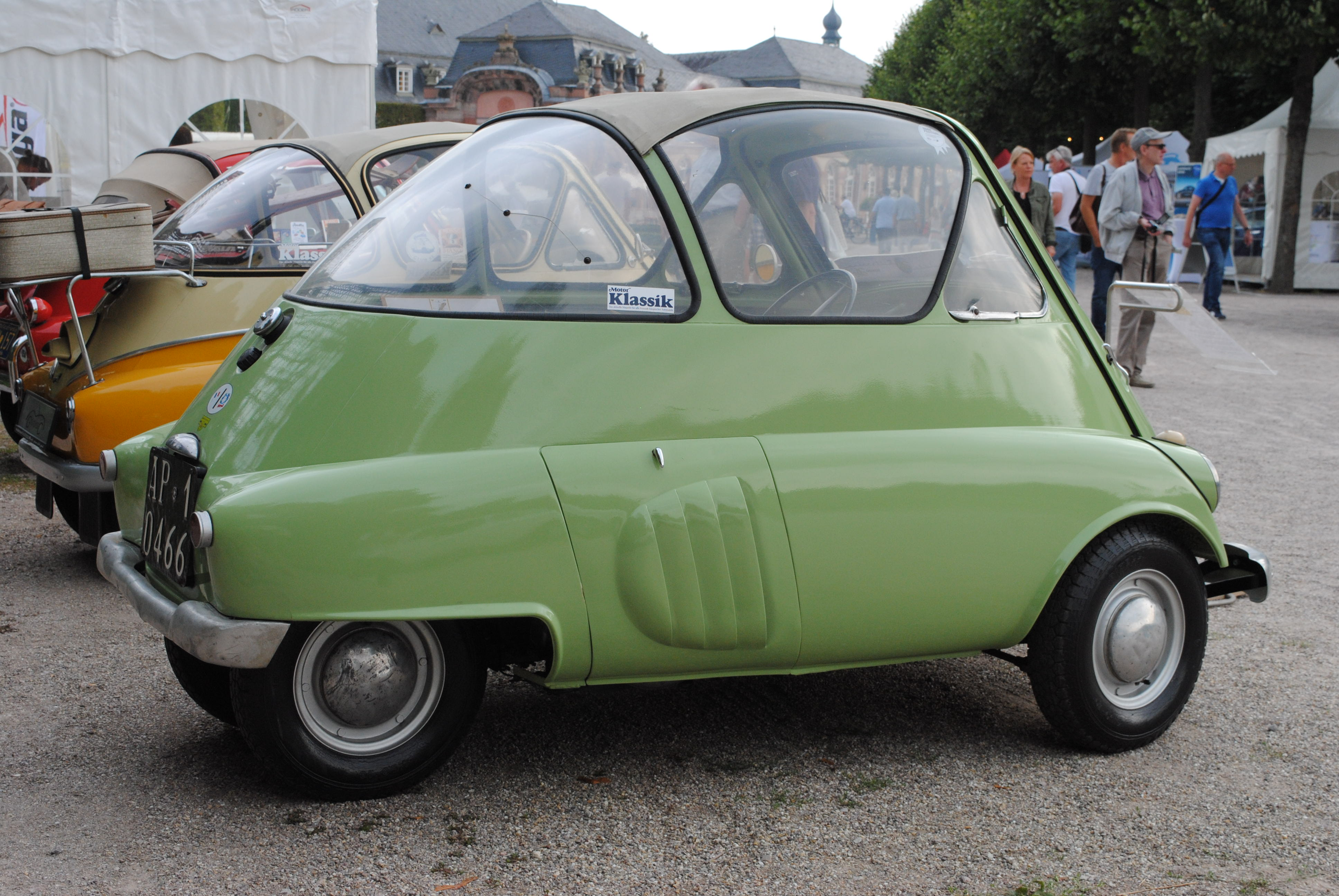
Heckseitenansicht

Die Iso Isetta ist ein Rollermobil, das Iso Thermos  in den 1950er Jahren entwickelte und von 1953 bis Ende 1955 in Italien produzierte.
Verschiedene Unternehmen bauten die Isetta ab 1954 in Lizenz bis in die 1960er Jahre weiter. Am erfolgreichsten und bekanntesten wurde die BMW Isetta. Weitere Lizenzbauten kamen von Iso do España Borgward S.A. in Madrid(Spanien), Vélam (Frankreich) und Indústrias Romi (Brasilien).
Die Isetta hatte eine Karosserie aus Stahlblech auf einem Rohrrahmen. Ihr Zweitakt-Doppelkolbenmotor mit 236 cm³ Hubraum leistete maximal 9,5 PS (7 kW) bei 4750/min. Seine Kraft übertrugen eine nasse Mehrscheibenkupplung, ein Vierganggetriebe mit Rückwärtsgang, eine Gelenkwelle und eine gekapselte Kette auf die starre Hinterachse, die von viertelelliptischen Auslegerfedern und dem als Deichsel wirkenden Kettenkasten geführt wurde. Wegen der geringen Spurweite gab es kein Differential. Die vorderen Räder waren einzeln an geschobenen Schwingen mit Gummifedern und Reibungsdämpfern aufgehängt, die zum Lenken als Ganzes geschwenkt wurden (Dubonnet-Radaufhängung). Im Lenkgetriebe arbeitete eine Gewindespindel auf eine Hülsenmutter, die über einen Umlenkhebel, eine Lenkstange und einen Lenkhebel auf die linke Schwingenlagerung wirkte. Die beiden Schwingenlager waren über die Spurstange verbunden. Die Trommelbremsen (hinten wegen des starren Antriebs nur eine) wurden hydraulisch betätigt.
In dem deutschen, am 9. Oktober 1951 von Ermenegildo Preti und Mario Salvo (Mailand) angemeldeten Patent DE883 244 „Motorangetriebenes Erdfahrzeug mit Kabine bzw. Führerstand“ ist ein der Iso Isetta ähnelndes Ausführungsbeispiel mit nur einem Hinterrad (das nie so in Serie ging) gezeichnet. Die wesentliche Schutzwirkung dieses Patents besteht aber darin, dass in der Tür „Antriebsorgane für die  Führung und für den Gebrauch des Wagens nötige Geräte eingebaut sind“ – speziell das Lenkrad –, die über „biegsame und gelenkige Übertragungs- und Verbindungsmittel“ mit dem Wagen verbunden sind.